# STANAG
STANAG sunt documente  ce reprezintă acordurile de standardizare editate de către NATO, și definesc procedurile, termenii și condițiile adoptate de țările membre ale Alianței cu privire la sisteme și echipamente militare.
Fiecare țară a ratificat o versiune a STANAG pe care o implementează pentru propria armată. Scopul este de a stabili proceduri operaționale și administrative comune pentru a permite interacțiunea între armatele din diferite națiuni.
STANAG constituie, de asemenea, baza pentru interoperabilitatea tehnică între o mare varietate de sisteme de comunicare și informare esențiale pentru operațiunile NATO.
Printre sutele de acorduri de standardizare (totalul din aprilie 2007 a fost de 1.300) se numără cele pentru calibre de muniție cu arme de calibru mic, marcaje de hărți, proceduri de comunicații și clasificarea podurilor. 
Documentele STANAG sunt publicat în limbile engleză și franceză, cele două limbi oficiale ale NATO, prin Agenția de Standardizare NATO (NSA), cu sediul la Bruxelles.

## Domeniile standardizării NATO
Alianța NATO produce documente de standardizare gestionate de Agenția de standardizare NATO(NSA), în următoarele domenii:
- Operațional: Documente de standardizare NATO care influențează practici militare și se pot aplica la doctrine, tactici, tehnologii, proceduri, instrucție militară, raportări, hărți și grafice.

- Tehnic: cuprinde sisteme complete, incluzând sistemele de consultare, comandă și control, sisteme și sub-sistemele de armament etc; de asemenea specifică cerințele tehnice comune materialelor pe timpul duratei lor de viață.

- Administrative: Documente de standardizare NATO care facilitează administrarea Alianței în diferite sfere de acțiune (terminologie, finanțe, resurse umane și grade militare).

- Interoperabilitate: capacitatea de a acționa împreună, coerent, eficace și eficient în scopul realizării obiectivelor tactice, operaționale și strategice aliate.; nivelurile de standardizare prin care se realizează interoperabilitatea sunt compatibilitatea, interschimbabilitatea, comunitatea. [2]